# Ненад Ристановић Стапарски
Ненад Ристановић Стапарски (Стапари, 1944 — Ужице, 2011) био је српски књижевник.

## Биографија
Рођен је у Стапарима 1944. године. Основну школу учио је у Волујцу, Милешеви, Ужицу, Белановици и Блацу, средњу школу завршио је у Ужицу. По завршетку школовања прикључује се Културно-просветној заједници Ужице, најпре као волонтер, а потом као професионалац где је провео радни век. Поље културе на које је крочио било је прави терен за овог даровитог ствараоца.
Организовао је преко 300 изложби слика од чега је аутор преко 250 записа у каталозима сликара, огроман број књижевних вечери, неколико смотри хорова, водио је преко 300 радио емисија, учесник разних жирија, аутор 11 текстова за дечији хор „Искрице”, аутор 250 укрштеница...
Оснивач је фестивала поезије „67 црвених ружа”, један од оснивача регионалне књижевне манифестације „Одзиви Пауну”, организатор „Турнира духовитости”, „Плавог театра поезије”, републичке смотре „Песниче народа мог” и организатор уметничког програма манифестације „СТАПАРИЈАДА“, 2003. и 2006. године.
Био је члан Удружења књижевника Србије, и председник „Заједнице књижевних клубова Србије”, уврштен је у „Лексикон златиборског округа” - међу знамените личности.
Умро је 23. фебруара 2011. године, сахрањен је у Ужицу на Градском гробљу Сарића осоје.

## Награде и признања
Добитник је великог броја награда, признања, диплома и захвалница од којих се издвајају:
- Златна значка Културно-просветне заједнице, 12. маја 1987. године
- Златна значка Културно-просветне заједнице, 29. јун 2006. године
- Добитник Треће награде на Међународом фестивалу „Златна кацига” у Крушевцу, 1. априла 1997. године
- Признање и диплома (треће место, 1998) за текст на Републичком фестивалу дечије песме у Куршумлији, учешће 1997, 1998 и 2000.
- Плакета Регионалне књижевне манифестације „Одзиви пауну” за писану реч која траје, 1999.
- Признање за дугогодишње књижевно стваралаштво и допринос књижевномживоту Златиборског округа, 1999.
- Захвалнице и признања за разне манифестације у граду и Региону